# Kanato de Crimea
El Kanato de Crimea (en tártaro de Crimea: Qırım Hanlığı; en ruso: Крымское ханство - Krýmskoye kanstvo; ucraniano: Кримське ханство - Krimske kanstvo; turco: Kırım Hanlığı) fue el Estado de los tártaros de Crimea desde 1441 hasta 14 de febrero de 1784. Fue el más duradero de los kanatos túrquicos que sucedieron al Imperio de la Horda de Oro.

## Historia

### Primeros gobernantes
Fue fundado por algunos clanes de la Horda de Oro que decidieron abandonar sus hábitos nómadas y asentarse en Crimea. Invitaron a un rival al trono gengiskánida (descendiente de Gengis Kan), Haci Giráy, descendiente por línea paterna de Toqa Temür, decimotercer hijo de Jochi y nieto de Gengis Kan, quien regresó de su exilio en Lituania. El nuevo Estado nacería así en 1441, ocupando la península de Crimea (salvo la costa sur, dominada por el Imperio otomano), y la costa del mar Negro de Ucrania en los actuales óblasti de Jersón, Mykoláiv, Zaporizhia y Donetsk.

### El kanato y el Imperio otomano
Las divisiones internas tras la muerte de Haci provocaron la intervención otomana, que puso a Meñli I Giray, uno de los hijos de este, en el trono. En 1475 las tropas otomanas comandadas por Gedik Ahmed Bajá tomaron los enclaves genoveses en Cembalo, Soldaia y Caffa. El Kanato se convertiría en protectorado otomano. Aunque el sultán se había anexionado la costa sur, los kanes de Crimea mantuvieron el control de las estepas del interior.
El vasallaje de los tártaros fue bastante benévolo, recibiendo un trato de aliados y no de subordinados. Estambul reconoció a los kanes la soberanía en el resto de su territorio y les permitió ejercer su propia política en la región. Tampoco hubo exigencias por parte de los turcos de que se retirara el nombre del kan en las monedas, de las oraciones del viernes (en el mundo islámico se decían el nombre del soberano) o de pago de tributos. El servicio de tropas tártaras en las filas otomanas era recompensado económicamente, y no era una obligación feudal.
La caballería tártara se convertiría en una de las mejores bazas del Imperio otomano en sus campañas en Persia y Hungría, con pingües beneficios para los jinetes. Fue tan importante que cuando la maquinaria bélica otomana empezó a fallar, la economía de Crimea se resintió. 
En 1502, Meñli I Giray derrotó al último kan de la Horda de Oro, ayudado por las fuerzas moscovitas en sus batallas contra esta al norte, poniendo fin a las reclamaciones sobre Crimea de esta y asegurando su independencia. Durante el siglo XVI, los kanes de Crimea se consideraron los sucesores de estos, reclamando la soberanía de la región comprendida entre el mar Caspio y el Volga, zona ocupada por los Kanatos de Kazán y Astracán. 
Esta política lo enfrentó con el Gran Ducado de Moscú por el control de Moscovia. En 1571, Devlet I Giray llegó a incendiar Moscú, lo que no impidió que Moscú acabara controlando la región del Volga, tras vencerlo en la batalla de Molodi al año siguiente.
En 1532, la capital se trasladó de Salaçıq a Bajchisarái. Durante los siglos XVI y XVII, el kanato fue un importante centro de comercio de esclavos, apresados en las correrías casi anuales que los tártaros llevaban a cabo por las estepas ucranianas, sometidas muy débilmente al Gran Ducado de Lituania, incapaz de proteger a la menguante población de la zona. Las expediciones de saqueo llegaron incluso hasta los ríos San y Prípiat.

### Anti y con República de las Dos Naciones
En el siglo XVII el Kanato de Crimea tuvo frecuentes conflictos con el norte, es decir, con la Reino de Polonia. Los tártaros participaron en expediciones turcas contra Polonia (1620, 1633, 1672, 1683). En 1648-1654 durante Rebelión de Jmelnytsky,el Kanato de Crimea y los Cosacos de Zaporozhia firmaron un tratado de alianza anti-Mancomunidad de Polonia-Lituania (hasta la intervención de Rusia contra Polonia).
Después en 1655-1660 durante El Diluvio, el Kanato de Crimea y la Mancomunidad de Polonia-Lituania firmaron un tratado de alianza antisueca.

### Dominación rusa
En 1768 un grupo de cosacos al servicio de Rusia persiguió a una banda de rebeldes polacos de la Confederación de Bar hasta la ciudad de Balta, que por entonces formaba parte del Kanato de Crimea, que acusó a los cosacos de matar a varios de sus conciudadanos y pidieron ayuda a su señor, el Sultán Mustafá III. Este declaró la guerra a Rusia el 25 de septiembre de 1768 y estableció una alianza con los rebeldes polacos. Al terminar la guerra ruso-turca con la victoria de Rusia, en 1774, el kanato fue reconocido como un estado nacional independiente según el Tratado de Küçük Kaynarca entre el Imperio ruso y el Imperio otomano, pero fue anexado formalmente por el Imperio ruso en 1783, convirtiéndose en la gubernia de Táurida, subdividida en 8 uyezd. Las principales fuentes de la economía de Crimea eran el botín obtenido en las campañas a las tierras cristianas y el comercio de esclavos. Los tártaros nómadas de Crimea y los nogays se dedicaban a la ganadería. Crimea contaba con importantes puertos comerciales donde se exportaban al Imperio Otomano y a Europa las mercancías transportadas a través de la Ruta de la Seda. El Janato de Crimea tenía muchas ciudades de tamaño considerable, bellas y llenas de vida, como Bakhchisaray - la capital, Kezlev, Karasubazar y Aqmescit con numerosos caravansarai, hans y barrios de comerciantes, fábricas de cuero, molinos. Los tártaros de Crimea asentados se dedicaban al comercio, la agricultura y la artesanía. Crimea era un centro de producción de vino, tabaco y fruticultura. Los Bakhchisaray kilims (alfombras orientales) se exportaban a Polonia, y los cuchillos fabricados por los artesanos tártaros de Crimea se consideraban los mejores entre las tribus caucásicas. Los tártaros de Crimea eran famosos por el cultivo de gusanos de seda y la producción de miel. (Brian G. Williams)

## Edad de Oro
El kanato de Crimea fue la potencia más fuerte de Europa oriental hasta el siglo XVIII. Los tártaros de Crimea desempeñaron un papel inestimable en la defensa de las fronteras del Islam, especialmente contra los moscovitas y los europeos. Con el fin de impedir el asentamiento eslavo en las estepas, las partidas de guerra tártaras de Crimea (cambuls), en cooperación con los nogays realizaban incursiones a principados danubianos, Polonia-Lituania y Muscovia. 

En un proceso llamado «cosecha de la estepa» esclavizaron a muchos campesinos eslavos, y adquirieron un botín, del que el kan recibía una parte fija (savğa) del 10 o 20%. Las campañas de las fuerzas de Crimea podían dividirse en «sefers» - operaciones militares declaradas oficialmente y dirigidas por los propios kanes, y «çapuls» - incursiones emprendidas por grupos separados de nobles (a veces ilegales y prohibidas por entrar en contradicción con los tratados concluidos por los kanes con los gobernantes vecinos). Durante mucho tiempo, hasta principios del siglo XVIII, el kanato mantuvo un comercio masivo de esclavos con el Imperio Otomano y Oriente Próximo. Kefe era uno de los puertos comerciales y mercados de esclavos más conocidos e importantes.  Algunos investigadores calculan que en total más de 3 millones de personas, predominantemente ucranianos, pero también circasianos, rusos, bielorrusos y polacos, fueron capturados y esclavizados durante la época del Janato de Crimea. Una de sus víctimas más famosas fue Roxelana (Khurem Sultan), que más tarde se convirtió en la esposa de Suleyman el Magnífico y alcanzó un gran poder en la corte otomana. La constante amenaza de los tártaros de Crimea favoreció la aparición de cosacos. 
.

Captura de esclavos en la frontera rusa en el por nómadas turcos

El kanato de Crimea también estableció varias alianzas con Polonia-Lituania y los cosacos contra la creciente Moscovia, que presentaba reivindicaciones rivales sobre los territorios de la Horda de Oro. La región en disputa era muy valorada por Moscovia, ya que permitiría el asentamiento de los rusos en zonas fértiles donde la temporada de cultivo es más larga que en las zonas más septentrionales de las que dependía Moscovia. Se especula que con este suelo, la agricultura en Rusia sería lo suficientemente rica como para permitir un fin más rápido de la servidumbre.
Los tártaros de Crimea que poseían las tácticas de los ataques en la perfección, eligieron un camino en las cuencas hidrográficas. El camino principal a Moscú era Muravski shliach, ido de Perekop crimeo hasta Tula entre los ríos de dos cuencas, Dnieper y Donets septentrional. Habiéndose adentrado en la zona poblada a lo largo de 100-200 kilómetros, los tártaros daban media vuelta y, tras abrirse de piernas, saqueaban y capturaban esclavos. Anualmente Moscú movilizaba en primavera hasta 65 mil soldados para el servicio fronterizo. Se aplicaron las líneas defensivas, que consistían en un circuito de fortalezas y ciudades. Los cosacos y los nobles jóvenes estaban en la estructura de los servicios de centinelas y patrullas que observaban a los tártaros crimeos en la estepa. Para la protección de las invasiones del Janato de Crimea fueron fundadas las ciudades rusas de Orel en 1566 y Vorónezh en 1586. 

## Declive

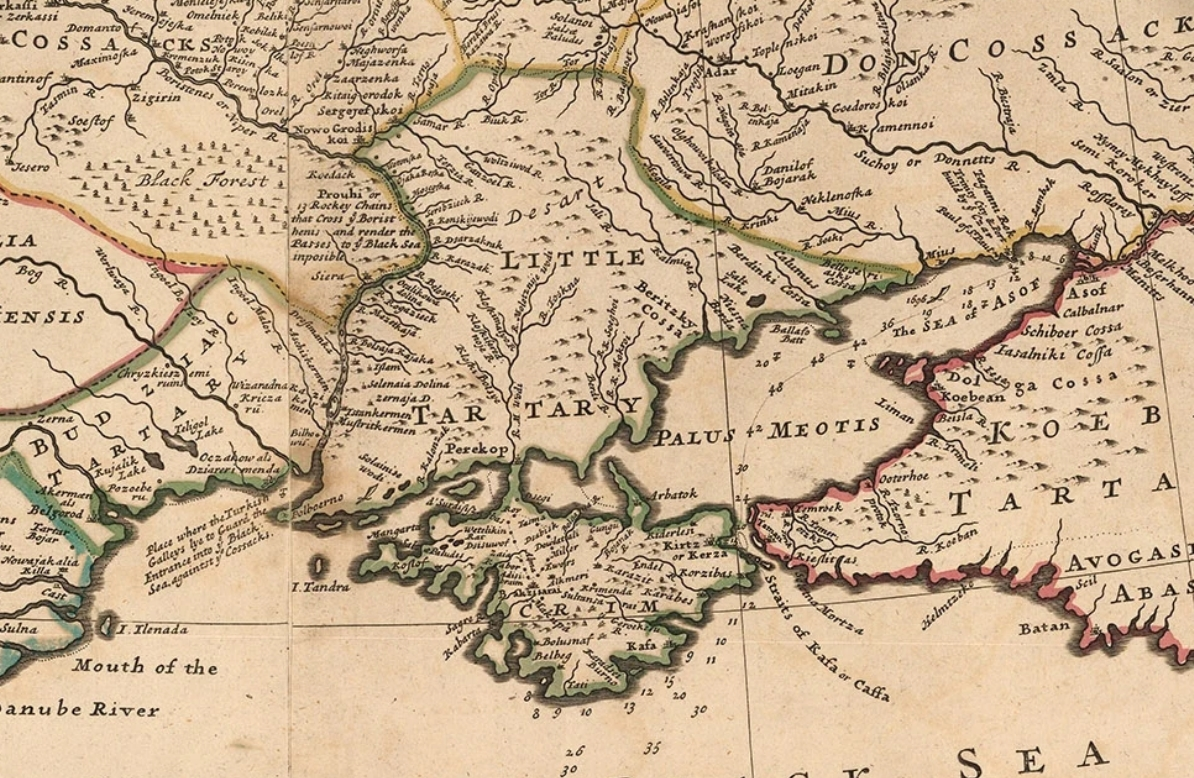
Little Tartary (Kanato de Crimea) fronteras en 1715 (Herman Moll)

El debilitamiento del Janato de Crimea estuvo ligado al debilitamiento otomano y al cambio del equilibrio de poder en la Europa del Este. Los tártaros de Crimea regresaron de las campañas otomanas con las manos vacías, mientras que la caballería tártara, sin armas suficientes, sufrió grandes pérdidas contra los ejércitos modernos europeos y rusos. A finales del siglo XVII, la Rusia moscovita se convirtió en una potencia demasiado fuerte para Crimea como para saquearla. A partir de entonces, los tártaros de Crimea no pudieron realizar incursiones para conseguir esclavos o botín para Ucrania y Rusia y esto cortó una de las fuentes económicas del kanato.  El apoyo al kan por parte de los clanes nobles también empezó a erosionarse como consecuencia de estos fracasos externos, y se produjeron conflictos internos por el poder. Los Nogays, que proporcionaban una parte significativa de las fuerzas militares de Crimea, también retiraron su apoyo a los kanes hacia el final del imperio. 
Las fuerzas unidas de Rusia y Ucrania atacaron el Janato durante las Campañas de Chigirin y las Campañas de Crimea. Fue durante la Guerra ruso-turca, 1735-1739 cuando los rusos al mando de Field-Marshal Munnich consiguieron finalmente penetrar en la propia península de Crimea.
Durante el reinado de Catalina II se sucedieron más guerras. La Guerra ruso-turca, 1768-1774 tuvo como resultado el Tratado de Kuchuk-Kainarji, que independizó al kanato de Crimea del Imperio otomano y lo alineó con el Imperio ruso.
El gobierno del último kan de Crimea Şahin Giray se caracterizó por una creciente influencia rusa y estallidos de violencia por parte de la administración del kan hacia la oposición interna. El 8 de abril de 1783, en violación del tratado, Catherine II interfirió en la guerra civil, anexionando de facto toda la península al Imperio ruso. En 1787, Şahin Giray se refugió en el imperio otomano y finalmente fue ejecutado por las autoridades otomanas por traición en Rodas, aunque la familia real Giray sobrevive hasta nuestros días.

## Política y economía

### Política
Gracias a la autonomía concedida por los sultanes, se mantuvo la tradición esteparia en vez de adoptar la autocracia otomana. La dinastía Giray remontó sus orígenes a Gengis Kan para hacerse superior a los demás clanes nobles, dado que en la tradición de las estepas el rey se legitimaba como miembro de la casa imperial de Gengis (hasta el Zar se declaraba descendiente de él). 
Por ello, Giray gobernó con la participación de los beyes, líderes de los clanes nobles como Şirins, Barıns, Arğıns, cumanos, y posteriormente también, de los Mansuroğlanos y Sicavuts. 
Los nogayos que transfirieron su lealtad al Kan de Crimea cuando el Kanato de Astracán colapsó en 1556, fueron un elemento importante del Kanato de Crimea. Los circasianos y los cosacos también desempeñaron un papel en ciertos momentos en la política de Crimea, transfiriendo su lealtad entre el kanes y los beyes.
Internamente, el territorio del kanato estaba dividido entre los beyes y debajo de los beyes había mirzas de familias nobles. La relación de los campesinos o pastores con los mirzas no era feudal. Eran libres y la ley islámica los protegía de perder sus derechos. Repartida por aldea, la tierra se trabajaba en común y el impuesto se asignaba a toda la aldea. El impuesto era una décima parte del producto agrícola, una vigésima parte del ganado y un trabajo variable no remunerado. Durante las reformas del último khan Şahin Giray la estructura interna se cambió siguiendo el patrón turco: las propiedades de la tierra de la nobleza fueron proclamadas dominio del khan y reorganizadas en "qadılıqs" (provincias gobernadas por representantes del khan) .
La ley de Crimea se basaba en la ley tártara, la ley islámica y, en determinadas cuestiones, la ley otomana. El líder del establecimiento musulmán era el muftí, que era seleccionado entre el clero musulmán local. Su principal deber no era judicial ni teológico, era financiero. La administración del muftí controlaba todas las tierras vakif y sus enormes ingresos. Otro funcionario musulmán, designado no por el clero sino por el sultán otomano, fue el kadıasker. Supervisó los distritos judiciales del kanato, cada uno bajo la jurisdicción de un kadi. En teoría, los kadis dependían de los kadiasker, pero en la práctica dependían de los líderes del clan y del kan. Los kadis determinaban el comportamiento legal cotidiano de los musulmanes en el kanato.
Las minorías no musulmanas (caraítas de Crimea, armenios, griegos, georgianos) vivían en las ciudades en diferentes barrios. Tenían sus propias instituciones religiosas y judiciales según el sistema mijo. Controlaban las ocupaciones financieras y el comercio, y pagaban impuestos a cambio de los cuales no sirvieron en el ejército. No hay pruebas de que sufrieran discriminación alguna, vivían como tártaros de Crimea y muchos de ellos hablaban lenguas turcas, muy cercanas al tártaro de Crimea. (Alan Fisher, 1978)

### Economía
Las principales fuentes de la economía de Crimea fueron el botín obtenido de las campañas en tierras cristianas y el comercio de esclavos. Los nómadas tártaros y nogayos de Crimea eran criadores de ganado. Crimea tenía importantes puertos comerciales donde los bienes transportados a través de la Ruta de la Seda se exportaban al Imperio otomano y Europa. El kanato de Crimea tenía muchas ciudades importantes, hermosas y animadas, como Bajchisarái, la capital, Kezlev (ahora Eupatoria), Karasubazar y Aqmescit con numerosos caravansarais, hans y barrios comerciales, manufacturas de cuero, fábricas. Los tártaros de Crimea asentados se dedicaban al comercio, la agricultura y la artesanía. Crimea era un centro de producción de vino, tabaco y cultivo de frutas. Los Bakhchisaray kilims (alfombras orientales) se exportaban a Polonia, y se pensaba que los cuchillos fabricados por artesanos tártaros de Crimea eran los mejores entre las tribus caucásicas. Los tártaros de Crimea eran famosos por el cultivo de gusanos de seda y la producción de miel.

#### Comercio de esclavos
El comercio de esclavos ucranianos y rusos (siglo XV al XVII) fue una de las principales fuentes de ingresos de los tártaros de Crimea y de la nobleza nogái. En este proceso, conocido como la cosecha de la estepa, los grupos de asalto salían a capturar y esclavizar a los campesinos cristianos locales que vivían en el campo.
Durante mucho tiempo, hasta principios del siglo XVIII, el kanato mantuvo una enorme red de comercio de esclavos con el Imperio otomano y el Medio Oriente, en la que se deportaron a cerca de 2 millones de esclavos de Rusia y Polonia-Lituania en el período de 1500 a 1700.
A pesar de los peligros, los siervos polacos y rusos eran atraídos por la libertad que ofrecían las estepas vacías de Ucrania. La esclavitud quedó presente en el folclore ruso, ucraniano y cosaco, donde se crearon varias elegías con dumas sobre el destino de las víctimas. Esto contribuyó a un gran odio hacia el Kanato que trascendía las preocupaciones políticas o militares. La última incursión importante del Kanato de Crimea ocurrió antes de la guerra ruso-turca (1768-1774) durante el reinado de Pedro el Grande (1682-1725).

### Entidades territoriales actuales
- República Autónoma de Crimea, república autónoma de Ucrania, sin control efectivo, anexionada ilegalmente por Rusia, según la Resolución 68/262 de la Asamblea General de las Naciones Unidas llamada Integridad territorial de Ucrania.
- República de Crimea, república de Rusia constituida el 18 de marzo de 2014, situada en la península homónima.